# Glenea sexguttata
Glenea sexguttata là một loài bọ cánh cứng trong họ Cerambycidae.